# Kaiserstraße 1 (Quedlinburg)

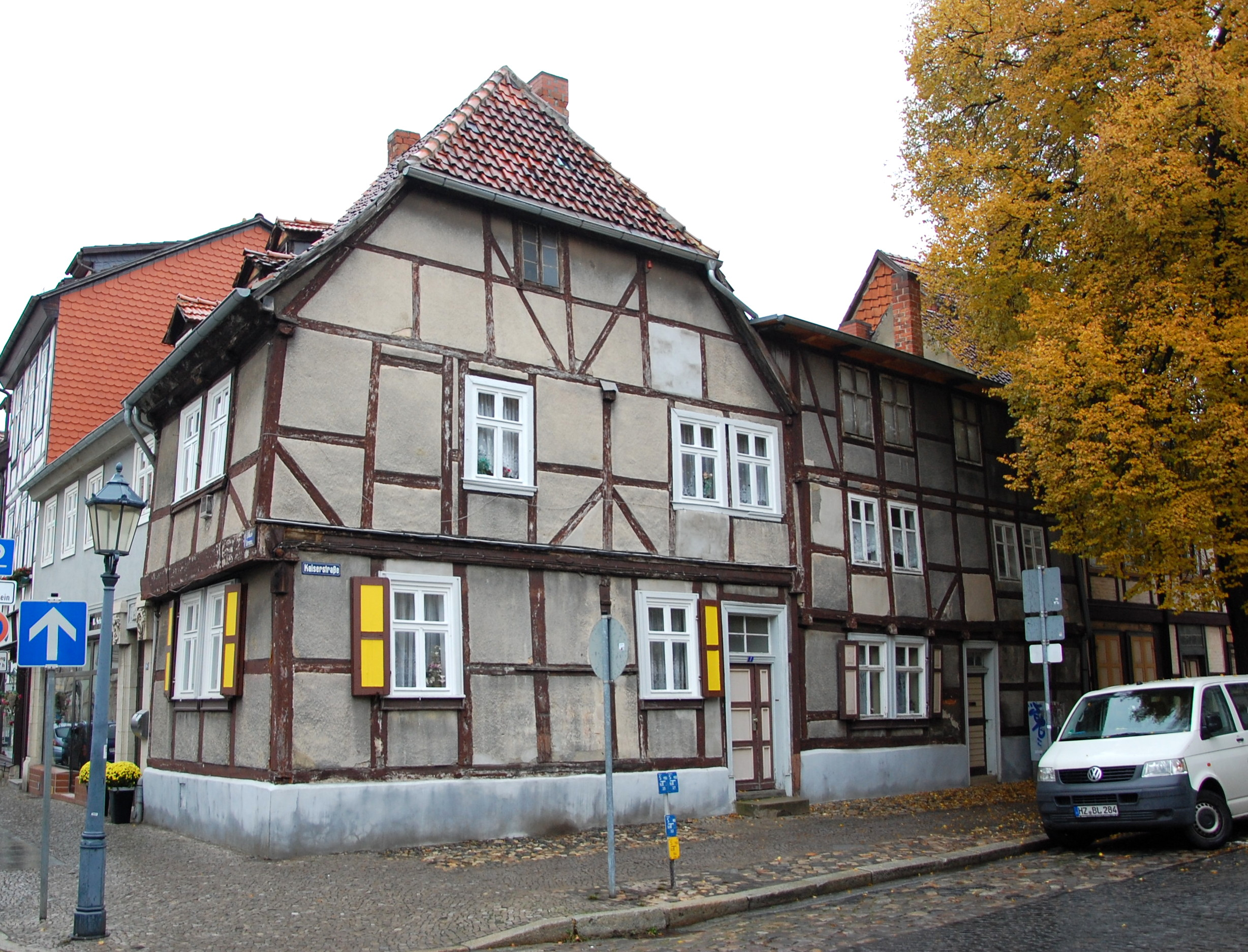
Kaiserstraße 1

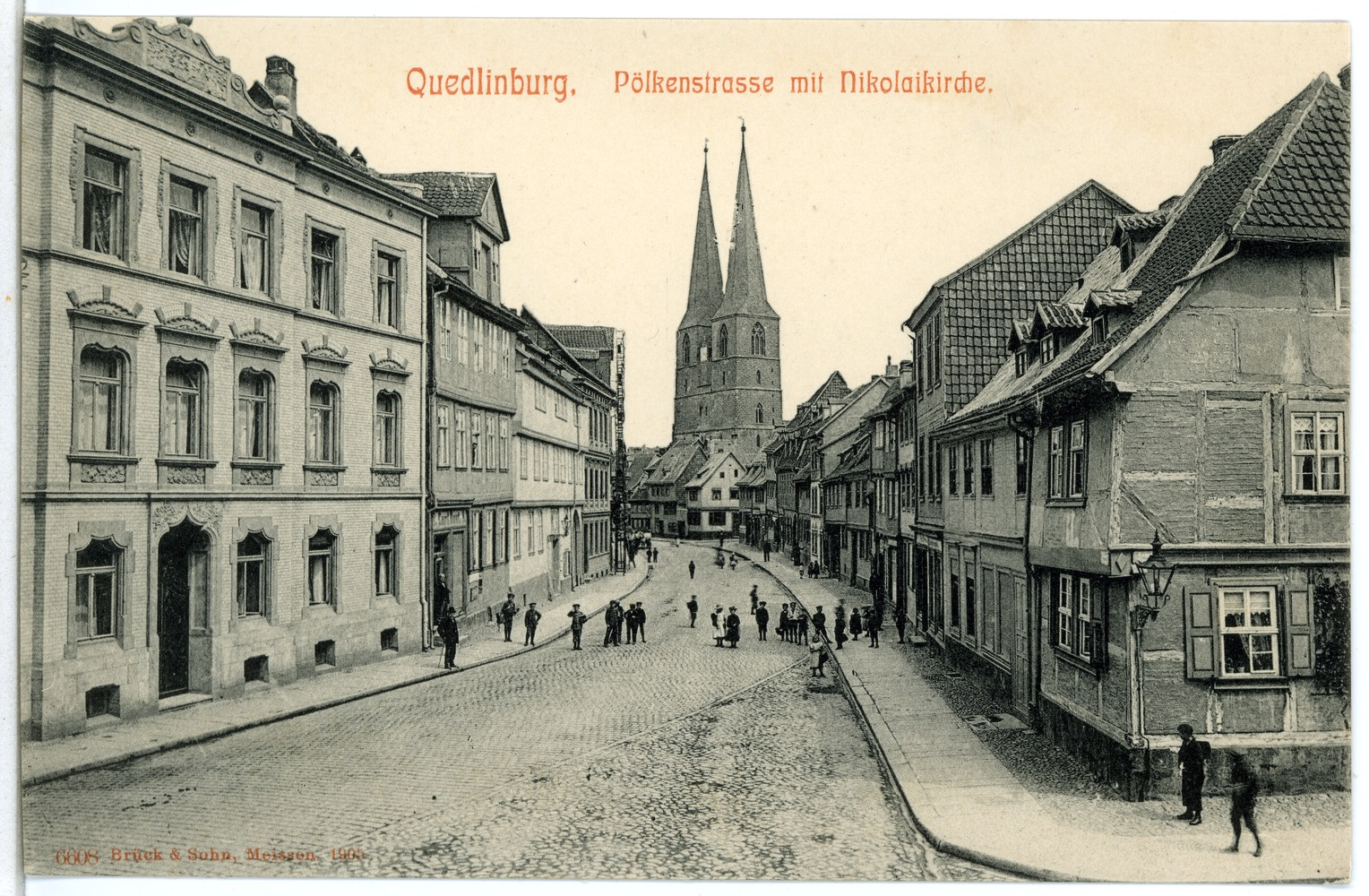
Blick in die Pölkenstraße im Jahr 1905, rechts das Haus Kaiserstraße 1

Das Haus Kaiserstraße 1 ist ein denkmalgeschütztes Gebäude in der Stadt Quedlinburg in Sachsen-Anhalt.

## Lage
Es befindet sich in der historischen Quedlinburger Neustadt an der Ecke Kaiserstraße zur Pölkenstraße und ist im Quedlinburger Denkmalverzeichnis als Wohnhaus eingetragen.

## Architektur und Geschichte
Der Giebel des zweigeschossigen Fachwerkhauses weist zur Kaiserstraße. Die Entstehungszeit wird nach den im Traufbereich des Hauses befindlichen Pyramidenbalkenköpfen auf die Zeit um 1680 datiert. Die Haustür stammt aus der Zeit um 1850. Bedeckt ist das Gebäude von einem Krüppelwalmdach.
Östlich schließt sich ein ebenfalls in Fachwerkbauweise errichtetes Nebengebäude an. Das einfach gestaltete Haus entstand um 1780.